# Jakopič
Jakopič je priimek v Sloveniji, ki ga je po podatkih Statističnega urada Republike Slovenije na dan 1. januarja 2024 uporabljalo 599 oseb in je 449. najpogostejši priimek v Sloveniji. Največ ljudi s tem priimkom, 174, živi v Osrednjeslovenski statistični regiji. Po pogostnosti je priimek najvišje uvrščen v Gorenjski statistični regiji, kjer živi 126 ljudi s tem priimkom in zaseda 262. mesto.  

## Znani nosilci priimka
- Albert Jakopič Kajtimir (1914—1996), partizan, narodni heroj, politik
- Albin Jakopič (1912—1947), smučar nordijski kombinatorec
- Avgust Jakopič (1848—1924), pravnik in politik
- Avgust Jakopič (1913—2000), smučarski tekač
- Barbara Jakopič (*1950), gledališka in filmska igralka
- Blaž Jakopič  (*1945), alpski smučar
- Bogdan Jakopič (*1948), hokejist
- Bogo(mil) Jakopič (*1932), defektolog, surdopedagog
- Darja Jakopič (*1953), pesnica
- Jaka Jakopič (*1978), nogometaš
- Jana Jakopič (r. Kunčič) (1924—2010), prvoborka
- Jerneja Jakopič, agronomka, prof. BF UL
- Jože Jakopič, psihiater
- Jožef Jakopič (1841—1894), pravnik in politik
- Kaja Jakopič, TV-urednica in producentka
- Lojze Jakopič (1926—1992), novinar
- Marjan Jakopič (1923—1978), pesnik, urednik
- Marko Jakopič (*1957), slikar
- Marta Jakopič Kunaver (*1942), arhitektka, slikarka
- Marta Jakopič, biologinja
- Matej Jakopič (*1972), duhovnik, slovenski vojaški vikar
- Pavle Jakopič (*1946), TV-napovedovalec, RTV ustvarjalec
- Rihard Jakopič (1869—1943), slikar, akademik
- Rok Jakopič (*1987), hokejist
- Tadej Jakopič (*1944), strojnik
- Tadej Jakopič (*1977), teolog, zgodovinar
- Tina Fortič Jakopič, umetnostna kustosinja Muzeja novejše zgodovine
- Uroš Jakopič (*1977), hokejist
- Vekoslav Jakopič (1914—2012), arhitekt, predsednik AMZS